# Weltraumfotografie

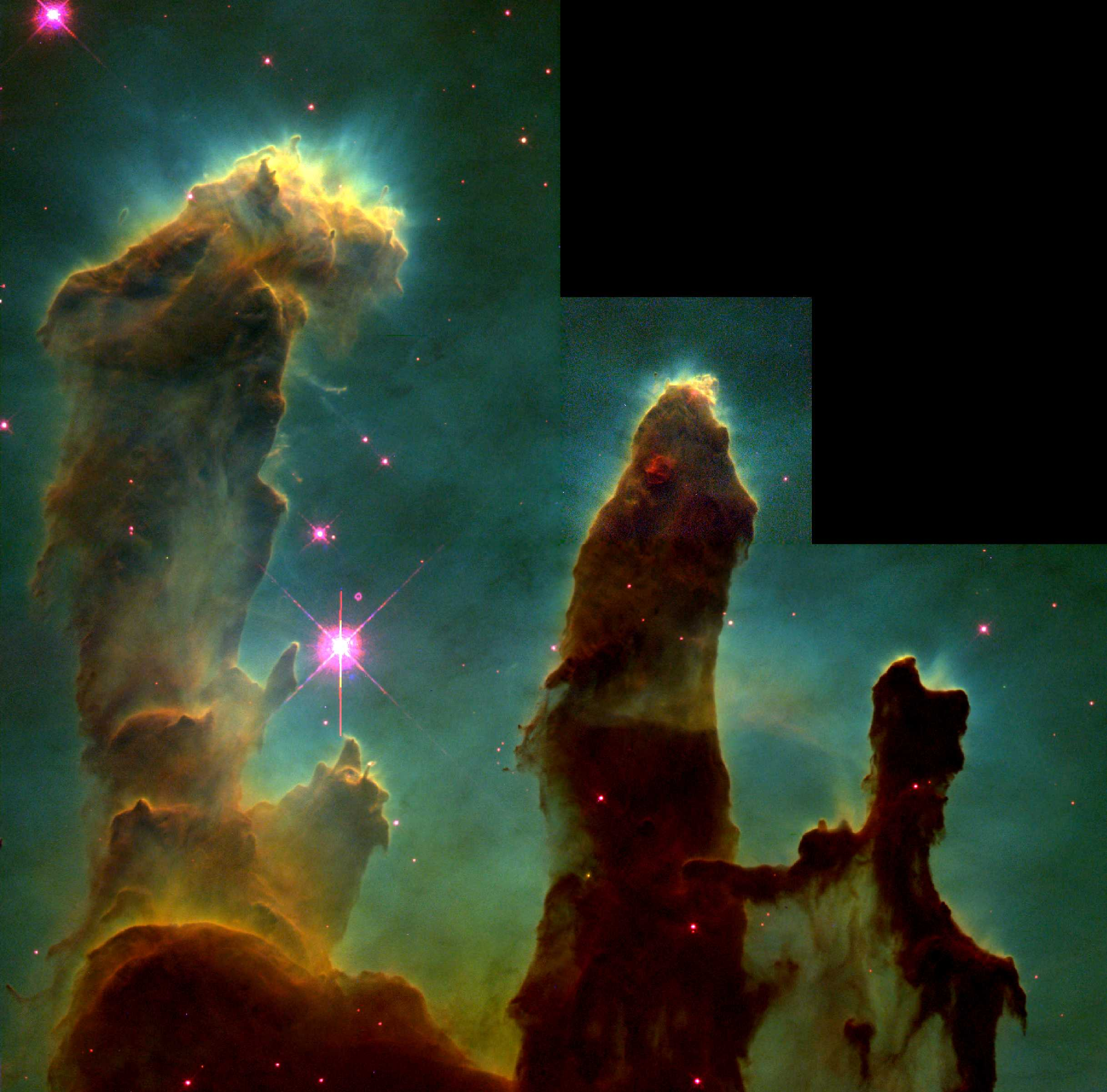
Pillars of Creation (dt. Säulen der Schöpfung) im Adlernebel (Falschfarbendarstellung) aufgenommen von Hubble im Jahr 1995.

Die Weltraumfotografie bezieht sich auf Aufnahmen im oder in den Weltraum. Die Objekte sind überwiegend astronomische Objekte und werden von der Erde aus, von Satelliten oder von Raumfahrzeugen aus aufgenommen.
Die Objekte reichen von Galaxien, Sternen, Planeten, Asteroiden, Kometen bis hin zu Phänomen wie Sonnenfinsternisse oder dem Polarlicht.
Unter astronomisch-wissenschaftlichen Gesichtspunkten dient die Weltraumfotografie der Forschung der Entwicklung des Universums, seiner Phänomene, wie schwarze Löcher oder Dunkle Energie, aber auch der Forschung nach erdähnlichen Himmelskörpern. Sie findet aber auch eine Reihe von Anwendungen in den Geowissenschaften, wie z. B. Geologie, Archäologie, Meteorologie, Glaziologie oder Klimatologie bis hin zu Biowissenschaften.
Mit den Möglichkeiten der Digitalfotografie wurde die Weltraumfotografie auch zu einem unter Amateurfotografen beliebten Genre. Populär sind z. B. „Astroscapes“, eine Kombination der Weltraumfotografie und der Landschaftsfotografie.
Da das menschliche Auge Weltraumobjekte nur sehr lichtschwach, klein und nahezu farblos sehen kann erschließt die Weltraumfotografie viele Details, die der Mensch so nicht sehen kann.
Mehrere Bilder des Genre haben unsere Sicht auf die Erde, den blauen Planeten, wesentlich verändert. Ikonographische Bilder wie Earthrise (1968), Blue Marble (1972) oder Pale Blue Dot (1990) wurden zu Sinnbildern des Umweltschutzes und gaben unter anderem Impulse für die noch junge Umweltfotografie. Weitere ikonografische Bilder lieferte das Weltraumteleskop Hubble, wie Pillars of Creation (1995).

## Anwendungsgebiete

### Überblick
- Astrofotografie

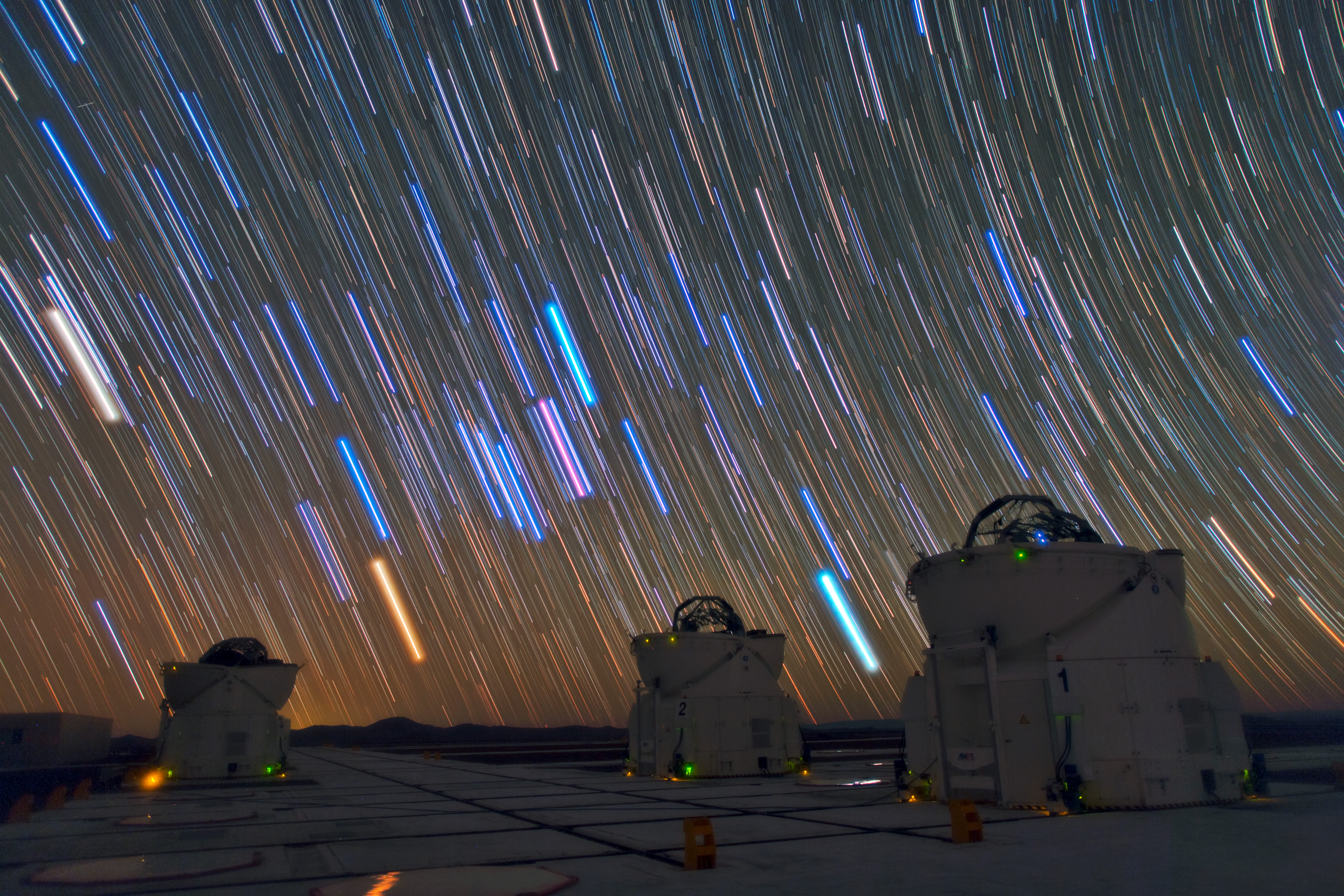
Sternenbahnen als Langzeitbelichtungen

- Kartografie, Geodäsie und Geoinformatik mittels Fernerkundungssatelliten
- Fernerkundung mittels Fernerkundungssatelliten im Rahmen der Geowissenschaften, wie z. B.  Geologie, Archäologie, Meteorologie, Glaziologie oder Klimatologie und Biowissenschaften
- Dokumentationen mittels Fernerkundungssatelliten und Raumfahrzeugen
- Künstlerische Fotografie.

Je nach Ansatz oder Aufgabe ergeben sich andere Stile der fotografischen Darstellung.

### Aufgaben der Astrowissenschaften
In der Astrofotografie geht es oft um den Deep Sky, d. h. Objekte wie Galaxien, die sehr groß oder sehr weit entfernt sind. Die Spezialkameras der Astronomie werden Astrografen genannt. Sie ermöglichen es, auf Fotoplatten große Felder des Sternhimmels zu erfassen und
- astrometrische Positionsbestimmungen durchzuführen (Sternörter, Eigenbewegungen),
- die Helligkeiten vieler Sterne exakt auszumessen (siehe Fotometrie),
- oder die Spektren von Sternen und anderen Objekten zu untersuchen (Spektrografie).
- Durch eine verlässliche Archivierung können auch nach Jahrzehnten neu entdeckte Himmelskörper aufgefunden und Phänomene erneut ausgemessen werden.

### Aufgaben in der Kartografie, Geodäsie und Geoinformatik

#### Kartografie der Erde
Die üblichen, von Flugzeugen aus geschossenen Luftaufnahmen, für die Übernahme in die Kartografie und Vermessung, können mit Hilfe von Satellitenaufnahmen preisgünstiger, genauer und schneller erfolgen. Der heutige Detaillierungsgrad liegt bei bis zu 30 × 30 cm. Oft können Daten direkt in die Aktualisierung der topografischen Karten oder für Vermessungsaufgaben eingezogen werden.

#### Kartografie anderer Himmelsobjekte
Die im Rahmen des Apollo-Programmes vom Mond gemachten Fotos wurden als Grundlage der Kartografie des Mondes herangezogen. Ebenso dient die Weltraumfotografie auch für die Kartografie von Planeten.

### Aufgaben in den Geo- und Biowissenschaften
In den Geowissenschaften nimmt die Fotografie der Erde einen wichtigen Stellenwert ein. Mit ihr gelingt es Phänomene, die am Boden schwer zu erkunden sind, darzustellen. Ein Beispiel aus der Satellitengeodäsie ist die Aufnahme von Sedimentablagerungen an der Amazonas-Mündung, die das Space Shuttle im Jahre 1992 machte. Anwendungen finden sich in der Geologie, Archäologie, Meteorologie (wie Stratosphärenwolken) oder Klimatologie und darüber hinaus in den Biowissenschaften.

### Aufgaben der militärischen Fernaufklärung
Die Beobachtung der Erde erfolgt auch unter militärischen Gesichtspunkten und im Rahmen der geografischen Spionage. So entstand die Fernaufklärung historisch für die militärische Nutzung.

### Künstlerische Fotografie

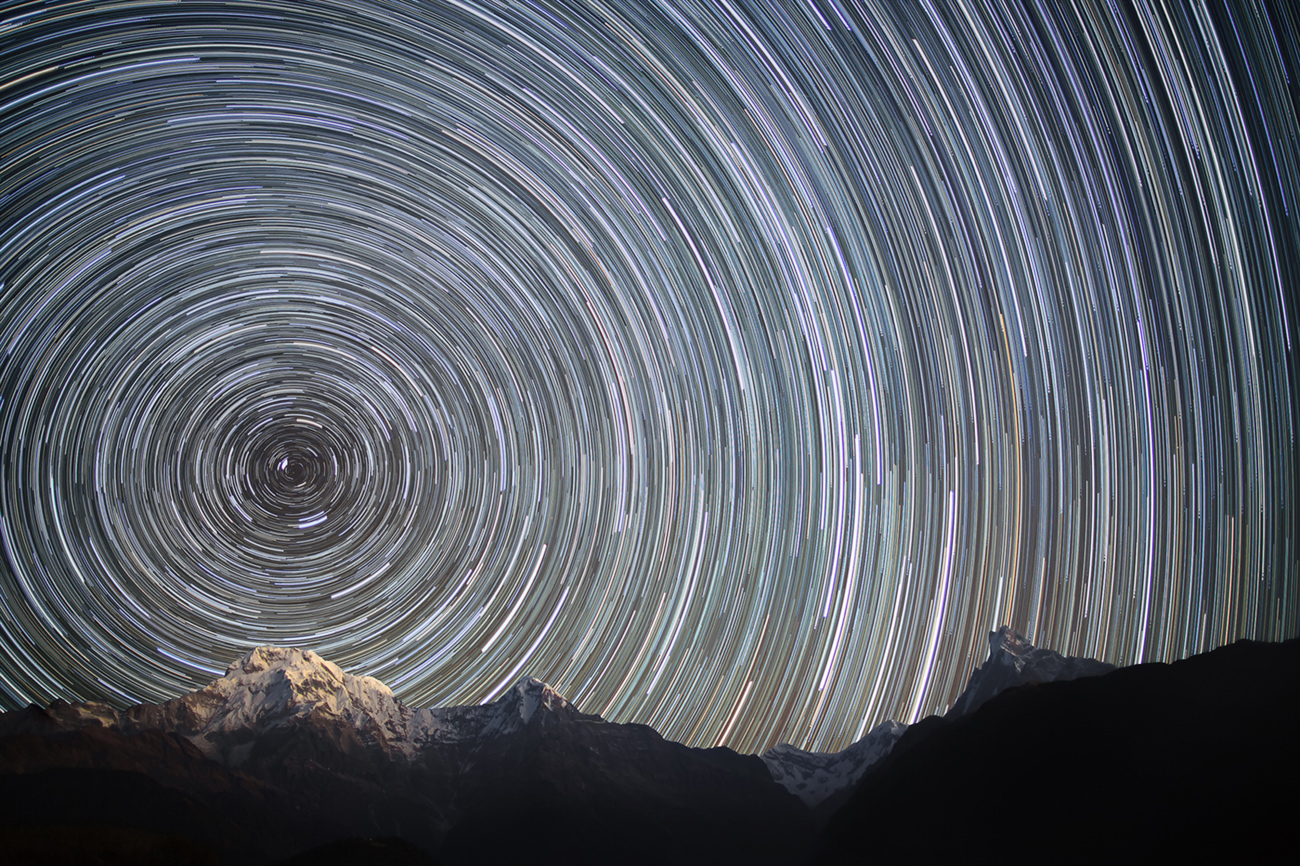
Astroscapes: Rotationsaufnahme

Die künstlerische Fotografie kann auch mit Objekten des Weltalls gestaltet werden. Eine mögliche Anwendung ist das Festhalten von Rotationsbewegungen der Erde durch Langzeitbelichtungen. Ein wesentliches Genre ist die Astroscapes, eine Kombination der Weltraumfotografie und der Landschaftsfotografie. Stilistisch werden Weltraum und Erde in Bezug gesetzt.

## Objekte und Beispiele aus der Raumfahrt

### Objekte
Die Objekte reichen von Galaxien, Sternen, Planeten, Asteroiden, Kometen bis hin zu Phänomen wie Sonnenfinsternisse oder dem Polarlicht.

### Beispiele aus der Raumfahrt

#### Hubble-Teleskop
Das Hubble-Weltraumteleskop (Hubble Space Telescope (HST)) wurde am 24. April 1990 an Bord eines Space Shuttles ins All gebracht. Die Mission gilt als beispielloser Erfolg: Das Observatorium hat nicht nur Wissenschaftlern eine Flut neuer Daten beschert, sondern auch in der breiten Öffentlichkeit ein neues Bild des Weltalls entstehen lassen. Nach Angaben von ESA und NASA hat das Teleskop bislang rund 570.000 Bilder von 30.000 Himmelskörpern zur Erde gefunkt (Stand 2010). Von den 5 Instrumenten von Hubble sind drei fotografisch ausgelegt:
- Advanced Camera for Surveys (ACS)
- Wide Field Camera 3 (WFC3)
- Infrarot-Kamera.

Das Optische System von Hubble wird als Optical Telescope Assembly, kurz OTA, bezeichnet. Die fotografische Auswertung des Hubble Deep Field, einem Feld von ca. 265.000 Galaxien, welches 1995, 2003, 2004, und 2012 aufgenommen wurde, soll z. B. Erkenntnisse zum frühen Universums bieten. Ein berühmtes Bild von Hubble ist Pillars of Creation (1995).
Der wesentliche Vorteil einer solchen Weltraumbeobachtung aus dem Orbit heraus, ist die Ausschaltung von Störgrößen auf der Erde, wie Luftpartikel, Wetter oder Lichtkontaminationen.

#### Apollo-Programm

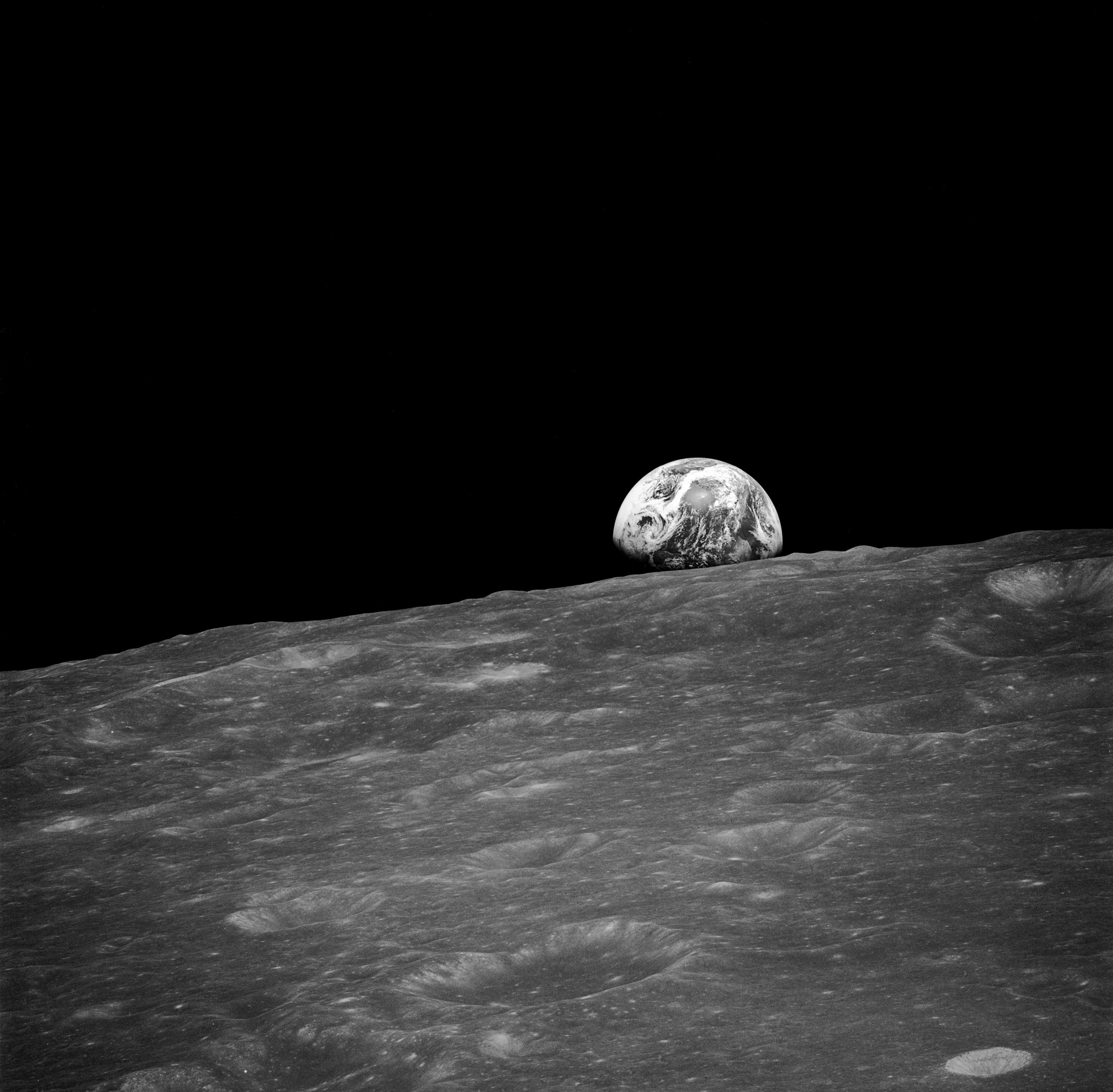
Earthrise: 24. Dezember 1968: Das erste Bild des Erdaufgangs über dem Mondhorizont, aufgenommen von Bill Anders

Zu großer Berühmtheit gelangten schwedische Hasselblad-Kameras vor allem durch ihre Verwendung im Apollo-Programm der USA, aber nicht nur dort. Hasselblad hat die Mittelformatfotografie zwar nicht erfunden, wird jedoch aufgrund der hohen Akzeptanz häufig synonym verwendet. Hasselblad-Kameras dienten auf zahlreichen NASA-Missionen der fotografischen Dokumentation, so beispielsweise 1962 eine Hasselblad 500 C in der Mercury (Walter Schirra), 1966 eine Hasselblad SWC in der Gemini 9, 1969 bei der ersten Mondlandung eine Hasselblad 500 EL/70 (Apollo 11), 1975 eine Hasselblad 500 EL/M bei dem Apollo-Sojus-Projekt sowie 1998 fünf Hasselblad 553 ELS auf der Discovery.
Earthrise (englisch ‚Erdaufgang‘) ist der Name des NASA-Fotos AS8-14-2383HR, aufgenommen von William Anders während des Fluges von Apollo 8. Das Bild wurde am 24. Dezember 1968 während der vierten von zehn geplanten Umkreisungen des Monds mit einer Hasselblad-500-Kamera, Brennweite 250 mm, fotografiert. Das Time Magazine nahm Earthrise in seine Auswahl der „100 einflussreichsten Fotografien der Geschichte“ auf. Zur Begründung schrieben die Kuratoren: „Das Bild ist unser erster farbiger Blick auf die Erde von außerhalb und es hat zur Entstehung der Umweltbewegung beigetragen.“ Außerdem habe „Earthrise“ den Menschen gezeigt, dass es der Menschheit in einem kalten und gefährlichen Kosmos doch „sehr gut“ gehe. Das Foto gehört zu den am häufigsten reproduzierten Fotos aller Zeiten. Aufgrund der Wirkung spricht man von einem ikonographischen Bild oder auch einer fotografischen Reliquie.
Für die erste Mondlandungsmission von Apollo 11 wurde eine silberlackierte Lunar Surface Camera (LSC), eine modifizierte Hasselblad Data Camera HDC-500, mitgenommen. Als Optik diente ein Zeiss Biogon 60 mm ƒ/5,6 Objektiv aus Deutschland. Durch den symmetrischen Aufbau des Objektivs wurden Verzeichnung und alle anderen Bildfehler korrigiert: Gerade Linien blieben gerade, die Bilder sind detailreich und scharf bis in die Ecken. Die LSC verfügte über ein 70 mm Filmmagazin. Für die Mission wurde ein speziell konfektionierter dünner Kodak-Film eingelegt, was 200 Aufnahmen pro Magazin ermöglichte. Es wurden Aufnahmen mit Negativfilmen und Dias gemacht. Das Bild von Buzz Aldrin, aufgenommen von Neil Armstrong, ist im Original ein Farbdia.
In dieser LSC-Kamera wurden Réseaugitter verbaut, welche jeder Aufnahme optisch sichtbare Kreuze hinzufügten. Damit wollte man photogrammetrische Messungen, wie das Mondlandegebiet präzise zu kartographieren, auf Grundlage der Filme ermöglichen. Neil Armstrong nahm alle Fotoaufnahmen auf der Mondoberfläche mit der LSC in der Hand oder auf der Brust montiert auf. Für Aufnahmen aus dem Inneren der Mondlandefähre Eagle gab es eine zweite Hasselblad in schwarz. Die Optik war ein lichtstarkes Zeiss Planar 80 mm ƒ/2,8 Objektiv. Mit der dritten HEC-Kamera fotografierte Michael Collins an Bord des Kommandomoduls, welches in der Mondumlaufbahn verblieb. Auch alle weiteren NASA-Missionen hatten Hasselblad-Kameras an Bord.

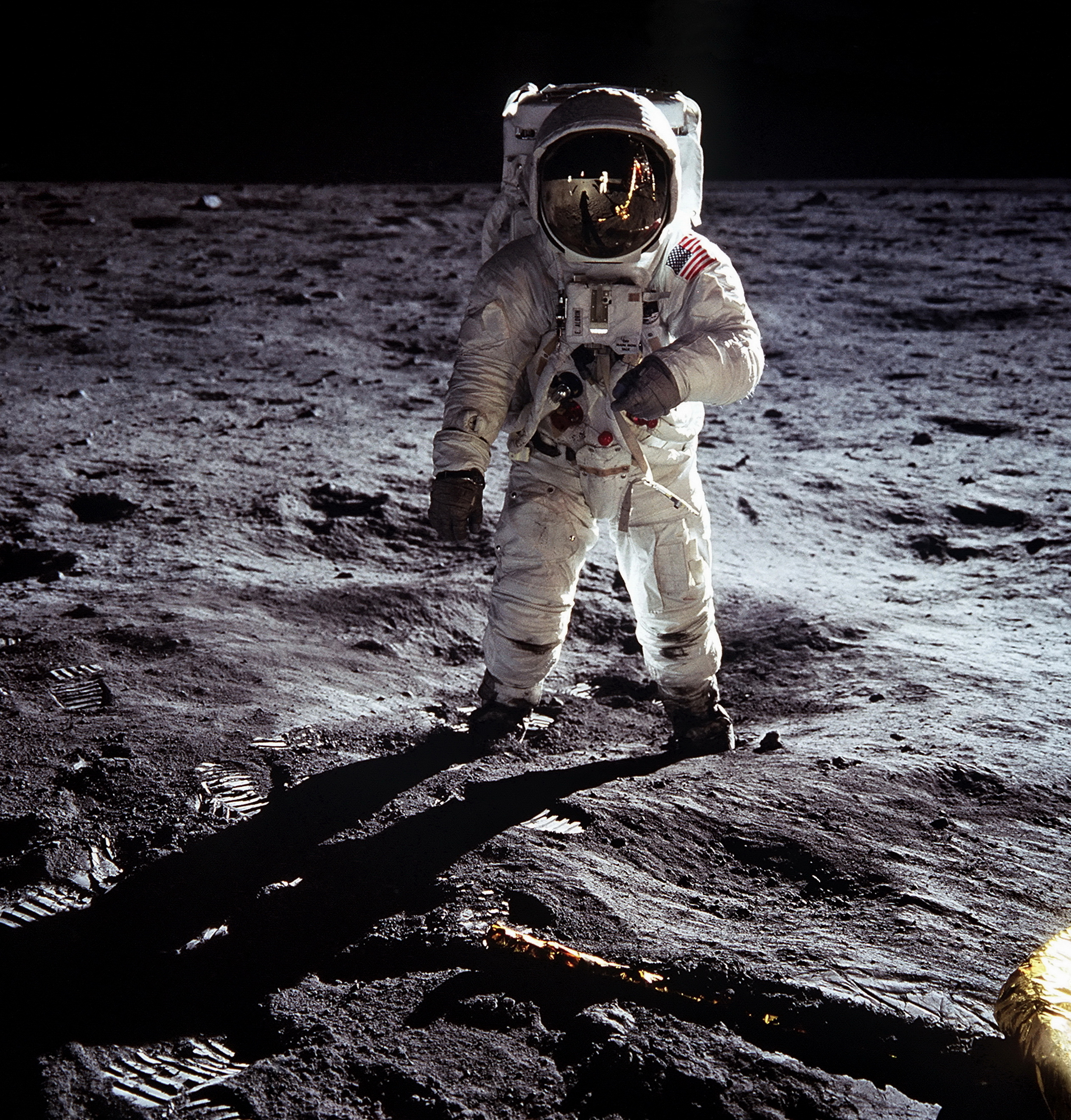
Neil Armstrong spiegelt sich im Visier seines Kollegen Buzz Aldrin, während er diesen mit seiner Hasselblad 500 EL fotografiert

Bis 2012 ging man davon aus, dass die beiden Hasselblads an Bord der Eagle auf dem Mond verblieben waren, weil man für den Rückflug zur Erde Gewicht sparen wollte – so die Anweisung der NASA. Allerdings fand die Witwe von Neil Armstrong nach dessen Tod einen weißen Beutel im Schrank des Verstorbenen. Darin befand sich die Kamera, die Armstrong auf dem Mond benutzt hatte. Armstrong hatte sie mitgenommen und ordnungsgemäß über Funk „zehn Pfund diverse Ausrüstung“ angegeben. Dies war wichtig, damit die Ingenieure mit den zusätzlichen 4,5 Kilogramm Gewicht die Flugbahn bei der Rückkehr zur Erde korrekt berechnen konnten. Die Witwe schenkte 2012 die Hasselblad dem Smithsonian-Museum in Washington, D.C.
Im Jahr 2005 forschte die NASA nach den Originalaufnahmen, die Buzz Aldrin und Neil Armstrong mit Apollo 11 gemacht haben, denn sie waren verschwunden. Dick Nafzger von der NASA räumte nach drei Jahren ein, dass die Suche nicht erfolgreich war.

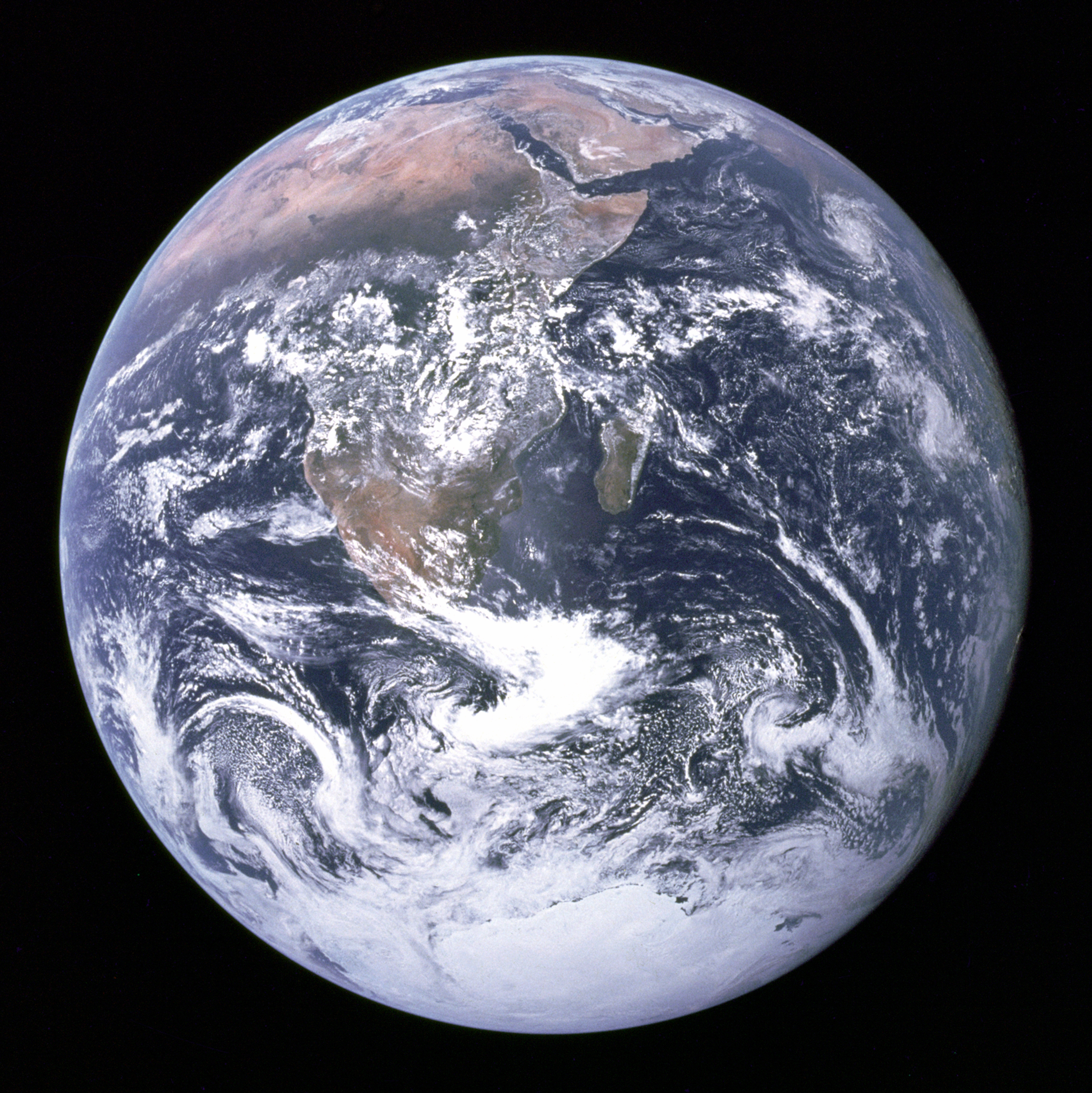
Blue Marble, aufgenommen von Apollo 17 am 7. Dezember 1972

Ein Foto des Apollo-Programms, welches sehr viele Menschen kennen, ist „Blue Marble“, die blaue Murmel. Es wurde von Apollo 17 auf dem Weg zum Mond, mit Blick auf Afrika und den Indischen Ozean, aufgenommen. Das Foto trägt die offizielle Bezeichnung AS17-148-22727. Es wurde von Harrison Schmitt am 7. Dezember 1972 um 10:39 UTC mit einer 70-Millimeter-Hasselblad-Mittelformatkamera und einem Zeiss-80-Millimeter-Festbrennweite-Objektiv aufgenommen. Blue Marble war nicht einmal das erste Vollbild des Planeten Erde, denn Satelliten hatten schon zuvor ein Vollbild geliefert.

#### Voyager 1
Am 14. Februar 1990 nahm die Raumsonde Voyager 1 die Erde als winzigen Teil der Milchstraße aus einer Entfernung von 6,4 Milliarden Kilometern auf. Das Bild trägt den Titel „Pale Blue Dot“. Es zeigt, ebenfalls ikonographisches Bild, die Erde als winzigen Punkt („Dot“). Der Wissenschaftler Carl Sagan kommentierte 1994 das Bild mit den Worten: „Look again at that dot, That’s here. That’s home. That’s us.“

## Geschichte
Mit der Erfindung der Fotografie in den 1830er-Jahren ließen sich diese Himmelskörperbeobachtungen schon bald im Bild bannen, bewahren und mit anderen teilen. Die Geschichte der Weltraumfotografie begann mit frühen schwarz-weiß Aufnahmen vorbeiziehender Kometen oder dem Mond aus dem 19. Jahrhundert. Von besonderem Interesse war sicherlich der Mond. Dies bezog sich auf die Mystik, Mythologie des Trabanten, aber wohl auch auf den Wunsch dorthin zu reisen.
Im März 1840, vermutlich am 26. März 1840, machte der Engländer John W. Draper von der Dachsternwarte an der New Yorker Universität aus, ein erstes brauchbares Foto vom Vollmond, nach der Methode der Daguerreotypie mit chemisch behandelten, silberbeschichteten Metallplatten. Das Bild gilt als das älteste Bild der Weltraumfotografie.
Henry Draper fotografierte am 30. September 1880 den Orionnebel, ein Emissionsnebel im Sternbild Orion.
Der schottische Astronom David Gill fotografierte am 14. November 1882 von Kapstadt aus, das erste Lichtbild eines Wandersterns mit dem Titel „Großer Komet“.
Die wissenschaftliche Astronomie erkannte früh den Nutzen des fotografischen Beweises, wie auch das Bild als Forschungsobjekt. Ein Beispiel dazu ist eine Aufnahme vom 6. Oktober 1923 des US-Astronomen Edwin Hubble. Es zeigt die Nachbargalaxie Andromeda. Hubble konnte damit beweisen, dass es andere Galaxien als die Milchstraße gibt und sich das All ausdehnt. Hubble soll daraufhin die handschriftliche Anmerkungen „Heureka!“ aufgeschrieben haben.
Die erste Weltraumfotografie auf Farbfilm machte Bill Miller vom Mount-Wilson-Observatorium in Kalifornien Jahre 1958.
Mit dem Weltraumteleskop Hubble wurde ab 1990 die Weltraumfotografie von den Störquellen auf der Erde, wie Staubpartikel, Wetter oder Lichtemissionen entkoppelt.
Die Raumfahrt bescherte ikonografische Fotos der Erdkugel vor dem samtschwarzen Hintergrund des Universums („Earthrise“, „Blue Marple“ oder „Pale Blue Dot“) von Apollo 8 (1968), Apollo 17 (1972) bzw. Voyager 1 (1990).
Neben der NASA werden seit 2003 auch Weltraumbilder von Taikonauten der chinesischen Shenzhou-Missionen (Shenzhou 5 bis 11) veröffentlicht. Ab 2004 sendete der Mars-Rover Bilder des Mars zur Erde.
Im Jahre 2008 eröffnete die NASA ein frei verfügbares Online-Bildarchiv, welches nach und nach gefüllt wurde. Über 140.000 Dateien (Bilder, Videos, Audio), aus mehr als 60 Sammlungen, sind derzeit verfügbar. Die Multimedia-Datenbank ist allerdings trotz ihrer Größe nicht umfassend, es handelt sich eher um ein „Best-of-NASA-Archiv“.
2015 veröffentlichte die Ruhr-Universität Bochum das bislang größte Weltraumbild mit 194 Gigabyte Größe und einer Darstellung von 46 Milliarden Pixel. Von 2010 bis 2015 wurden dazu an der Europäischen Südsternwarte ESO in Chile 268 Einzelaufnahmen der Milchstraße gemacht und zusammengefügt.
Die Wirkungsmacht der modernen Darstellung von Himmelsobjekten dürfte auch dafür verantwortlich sein, dass die Weltraumfotografie seit dem Aufkommen der Digitalfotografie ab den 2000er Jahren ein zunehmend interessantes Genre für Amateurfotografen geworden ist.

## Technik

### Ausrüstung

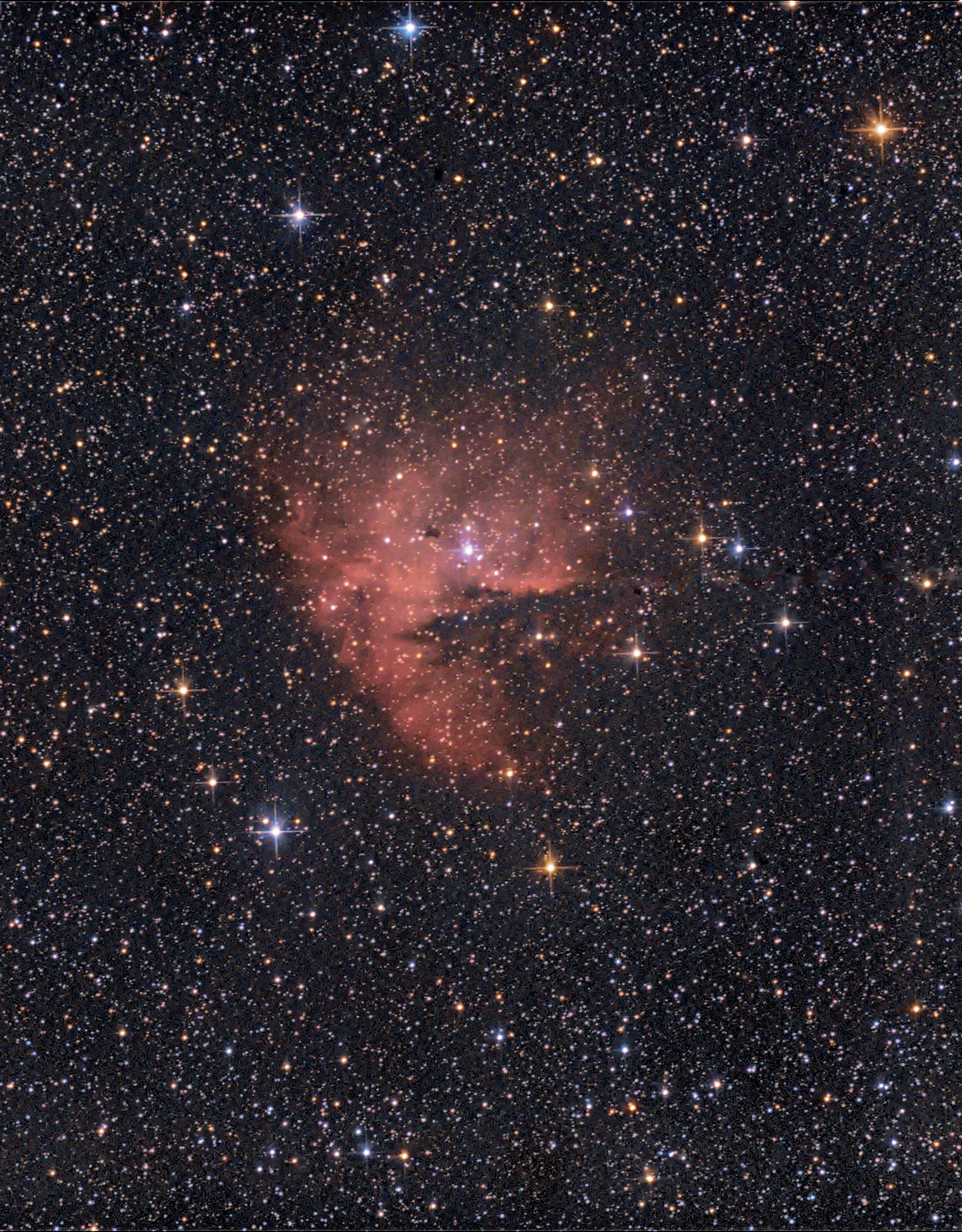
NGC 281 („Pacman-Nebel“), fotografiert mit 130-mm-Amateur-Teleskop und DSLR-Kamera

Die Weltraumfotografie steht wie kein anderes Gebiet für die Entwicklung der digitalen Fotografie. Grundsätzlich können Fotos des Weltraums mit jeder Kamera gemacht werden. Minimalanforderungen sind die Verwendung eines Stativs, eines Fernauslösers, Ausschaltung des Blitzes und eine manuelle Fokussierung. Für hochwertige Aufnahmen jedoch empfiehlt sich eine besondere Ausrüstung, z. B. Kombinationen aus digitaler Vollformat-Spiegelreflexkamera mit sehr großem Bildsensor und hochwertigem Teleskop. Es gibt beispielsweise CCD-Sensor-gekühlte Astronomie-Spezialkameras. Sie können an einem Astrografen eingesetzt werden. Manche Fotografen setzten auch einen schwarz-weißen-Bildsensor ein, der gewisse Vorteile bei der Empfindlichkeit gegenüber einem Farbsensor aufweist. Auch eine parallaktische Montierung kann helfen die Effekte der Erdrotation auszugleichen. Zudem sind lichtstarke Objektive bzw. über Adapter angeschlossene Teleskope von entscheidendem Vorteil. Je lichtstärker die Optik, desto scharfer werden die Bilder. Zur digitalen Bildnachbearbeitung ist die Verwendung von z. B. 14-Bit-RAW-Dateien empfehlenswert, um zum Beispiel Rauschunterdrückungsoptionen zu nutzen und die geringste Dateikomprimierung auszunutzen. Um die Schärfe des Bildes zu beurteilen, kann man einen Laptop einsetzen (per Kabel oder Funk). Weißabgleich auf Tageslicht ist auch zu beachten.

### Standort und Vorbereitungen
Typischerweise ist die Weltraumfotografie von Bedingungen des schwachen Lichts geprägt. In Bezug auf die Lichtstärke der Objekte ist dies oft die größte Herausforderung. Wegen der Lichtemissionen ist ein möglichst dunkler Ort Standort des Fotografen. Es sollte also eine klare, staubarme Nacht sein und am besten noch Neumond, denn das Licht des Mondes kann stören, sofern man nicht den Mond selbst als Objekt wählt. Luftpartikel können auch eine Rolle spielen, daher ergeben sich oft auch ideale Standorte auf Bergen. Ideal sind die Monate um die längste Nacht am 21. Dezember herum, also etwa von September bis März. In der Praxis ist es sinnvoll zur Vorbereitung von Aufnahmen eine Lichtquelle mitzuführen, da es maximal dunkel ist. Warme Kleidung ergibt sich aus der Jahreszeit und der langen Verweildauer des Fotografen im Freien, denn man benötigt viel Zeit für die Vorbereitung einer Aufnahme.
Eine Vorabinformation über Auf- und Untergangszeiten von Sonne und Mond sowie die aktuellen Sternkonstellationen sind ebenfalls hilfreich.

### Herausforderungen
Notwendigerweise sind daher lange Belichtungszeiten die Regel mit der Tendenz zum Rauschen. Dies kompensiert man bei modernen Digitalkameras durch höhere ISO-Werte (Sensorempfindlichkeit), die üblicherweise bei ISO 800 bis ISO 3.200 liegen.
Dennoch können eine Reihe von negativen Effekten auftreten:
- Rauschen, verursacht durch lange Belichtungszeiten und/oder Bildsensoren mit geringer Empfindlichkeit.[28]
- Körnigkeit, verursacht durch hohe ISO-Werte (z. B. jenseits von ISO 3.200).
- Hintergrundrauschen, verursacht durch helle Pixel, die für Sterne gehalten werden können[28]
- ungünstiges Signal/Rausch-Verhältnis
- Lichtemissionen durch künstliche Beleuchtung oder das Mondlicht als Störgrößen
- Blooming in Bildecken durch sich nahe am Bildsensor befindende Verstärkerkomponenten erzeugt, konkret deren Abwärme[28]
- Erdrotation, die bei sehr langen Belichtungen ausgeglichen werden sollte, sofern man scharfe, klare Bilder anstrebt.

### Faktor Mensch
Generell muss man auch das menschliche Sehen als Einschränkung sehen. Der Mensch kann Weltraumobjekte aufgrund des Aufbaus der Augen nur sehr lichtschwach, klein und nahezu farblos sehen. Die Optik der Kamera kann also deutlich mehr abbilden, als ein menschliches Auge. Dies bedeutet im Umkehrschluss, dass die Weltraumfotografie viele Details fotografisch erschließen kann, die der Mensch so nicht sehen kann.

## Fotografen
Aufgrund einer geringen wirtschaftlichen Bedeutung dürften nur wenige Berufsfotografen in diesem Genre arbeiten. Die Fotografen kommen vor allem aus folgenden Gruppen:
- Wissenschaftler
- Astronomen
- Raumfahrer
- Amateurfotografen.

## Rezeption
Bilder der Weltraumfotografie sind Teil der wissenschaftlichen Arbeit u. a. in Astronomie und Geowissenschaften. Sie prägt aber auch die Sicht des Menschen auf seinen Planeten, die Erde oder einem Gefühl für die Dimensionen des umgebenden Raums, das Universums. Auch fördert die Weltraumfotografie eine Einordnung der individuellen Existenz, ist Teil der Umweltfotografie und führt zu extraterrestrischen Projekten der Menschheit.